# 12 Historias en vivo
12 historias en vivo es el nombre del primer álbum en directo del cantautor puertorriqueño Tommy Torres siendo también el quinto álbum de su discografía completa. Fue lanzado al mercado por Warner Music el 30 de septiembre de 2013.

## Lista de canciones
Todas las canciones escritas y compuestas por Tommy Torres. 
| Tommy Torres |                                        |                        |          |  |
| N.º          | Título                                 | Escritor(es)           | Duración |  |
| 1.           | «El abrigo»                            | Tommy Torres           | 4:27     |  |
| 2.           | «Vinito pal corazón»                   | Tommy Torres           | 4:18     |  |
| 3.           | «Mar adentro»                          | Tommy Torres / J. Diez | 4:17     |  |
| 4.           | «Por un beso tuyo»                     | Tommy Torres           | 3:17     |  |
| 5.           | «Imparable»                            | Tommy Torres           | 3:44     |  |
| 6.           | «Un día más»                           | Tommy Torres           | 3:47     |  |
| 7.           | «De rodillas»                          | Tommy Torres           | 5:29     |  |
| 8.           | «11:11»                                | Tommy Torres           | 3:37     |  |
| 9.           | «Pegadito»                             | Tommy Torres           | 3:39     |  |
| 10.          | «Sin ti»                               | Tommy Torres           | 3:19     |  |
| 11.          | «Un poquito»                           | Tommy Torres           | 4:44     |  |
| 12.          | «Querido Tommy»                        | Tommy Torres           | 4:57     |  |
| 13.          | «Mientras tanto (Ft. Willy Rodriguez)» | Tommy Torres           | 6:06     |  |
| 14.          | «Corazón roto»                         | Tommy Torres           | 5:24     |  |
| 15.          | «El barco que se hunde»                | Tommy Torres           | 5:05     |  |
| 16.          | «Medley»                               | Tommy Torres           | 10:05    |  |
| 17.          | «Sigo aquí»                            | Tommy Torres           | 5:15     |  |
| 18.          | «Nunca imaginé»                        | Tommy Torres           | 4:38     |  |
| 19.          | «Fin de capítulo»                      | Tommy Torres           | 4:03     |  |
| 20.          | «Desde hoy»                            | Tommy Torres           | 4:41     |  |
| 21.          | «Dame esta noche»                      | Tommy Torres           | 4:33     |  |
| 22.          | «Besos y sal»                          | Tommy Torres           | 4:51     |  |
| 23.          | «Tarde o temprano»                     | Tommy Torres           | 4:22     |  |
| 24.          | «Como olvidar»                         | Tommy Torres           | 5:25     |  |

- Datos: Q18649821